# La Neuville-sur-Oudeuil
La Neuville-sur-Oudeuil är en kommun i departementet Oise i regionen Hauts-de-France i norra Frankrike. Kommunen ligger i kantonen Marseille-en-Beauvaisis som tillhör arrondissementet Beauvais. År 2022 hade La Neuville-sur-Oudeuil 304 invånare.

## Befolkningsutveckling
Antalet invånare i kommunen La Neuville-sur-Oudeuil
| Referens: INSEE |